# Одклінщина

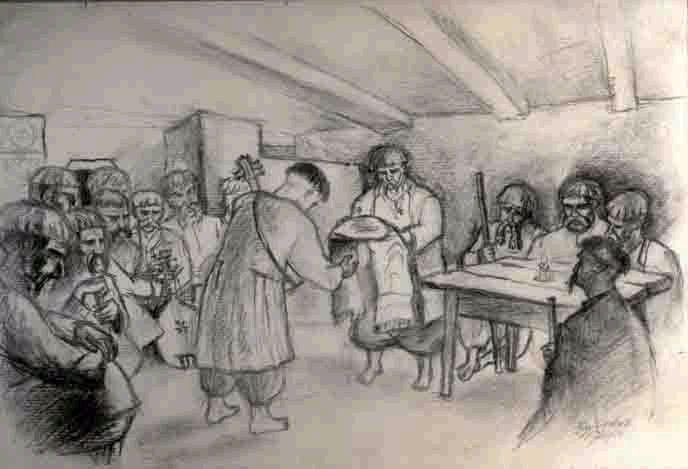
200

«Одклінщина» — Кобзарський ритуал благословення на самостійну працю.
Із зони Полісся, з міста Мени, дійшов до нас найповніший з досі відомих документів про організацію кобзарсько-лірницьких братств, про ритуал приймання до гурту нового члена. Про це докладно оповів Терешко Пархоменко, що сам був членом відомого на Чернігівщині братства у колишньому військовому містечку Мені.
Відомо, що кожен кобзар чи лірник перш, ніж займатися самостійною практикою, мусів пройти науку у майстра, яка в середньому тривала три роки. На науку звичайно поступали незрячі хлопці віком 14-16 років. За час навчання, згідно із статутом братства, вони мали збирати для вчителя — пан-отця — милостиню, переймати від нього думи, псальми, пісні, навчатися гри на інструменті, опанувати лебійську мову, правила поведінки з братчиками й народом. Тільки після цього на зборах братії, гурту чи цеху майстрів учень складав іспит і отримував «визвілку» — благословення на самостійну працю, яка також називалася «одклінщини» від слова «відкланятися». 

## Опис ритуалу
Ритуал виглядав так: учитель разом з учнем приходять на збори старших і, чи то в хаті, чи надворі, відбувається такий діалог:
Учень починає: «Молитвами святих отець наших, Господи Ісусе Христе, Боже наш…»
Учитель відповідає: «Амінь».
Учень: «Дякую покірно за святий амінь, за євангельське слово, за майстрову науку. Кланяюся вам, пан-отче, і з хлібом з сіллю низьким поклоном і добрим здоров'ям. Дай, Боже, здраствувати. Маємо честь, поздоровляємо вас з святим вечором (чи: „із ранком“, „днем“ — залежно від пори дня, чи „святом“, якщо подія відбувається у святковий день)».
Учитель бере в руки хліб, який подає йому учень, і говорить: «Дай же, Боже, як і сей хліб чесний і величний, такий щоб і ти був чесний і величний, такий щоб і ти був чесний і величний між миром хрещеним і між братією. Хай тебе Бог благословить на всі чотири сторони».
Учень: «Дякую покірно за гарне слово».
Потім учень підходить до кожного з трьох майстрів і звертається до кожного з тими ж словами. Це називається «віддати честь».
Коли «честь віддана», всі сідають до столу — переважно старші, а молодші — де вже залишиться місце. Учитель тричі прочитує молитву, після щоразу присутні відповідають: «Амінь».
Потім усі присутні питають у вчителя: «Чи він (учень) тобі добрий був, чи людям „здрастуй“ казав, чи милостиню одблагодаряв, чи не научився ж пакості?»
Учитель: «Ні, гарний хлопець був».
Усі: «Як славний, то хай йому Бог помагає, щоб і його люди поважали».
Учитель подає присутнім хліб, рибу, завчасно заготовлені учнем, і тричі говорить: «Молитвами святих…», усі відповідають «амінь».
Учитель: «Дякую за святий амінь, за євангельське слово. Чи бажаєте від мого учня прийняти по чарці горілки?»
Усі: «Да вже ж печеному і вареному не стоять»…
П'є учитель, дає учневі і випивають усі.
Учень: «Молитвами святих отець…»
Усі й учитель: «Амінь».
Учень: «Дякую (звертається поіменно до усіх присутніх майстрів) за святий амінь, за євангельське слово, за майстерну науку.
Просить копійка на горілку, а я прошу на честь, на любов, на румку водки. Прошу од мене випить по румці, як од мого панотця».
Якщо учень поводився добре, всі випивають; якщо ж за ним водилися гріхи, відповідають: «Не хочемо горілки..», а потім пожурять, пробачать і вип'ють.
Учень: Молитвами святих отець… Чи усі випили, о Христе братія, чи може кому не хватило? Прошу-питаю, чи довольні хлібом-сіллю, магаричом?"
Усі: «Довольні».
Учень: «Спасибі».
Усі: «Спасибі».
Після цього застілля продовжується, наприкінці всі виходять з-за столу, стають в один ряд, моляться Богу; молитва закінчується співом многоліття вбогій братії, усім православним християнам, поминанням померлих та тих учителів, що відійшли.
Такий ритуал приймання нового члена братства.

## Відомі описи ритуалу
Незважаючи на окремі незначні місцеві відмінності ритуалу, «наука» і «визвілка» у всіх братствах і старцівських цехах була дуже схожою, як про це свідчать, зокрема, описи І.Ходоровського, повідомлення від лірника Златарського із Тернопільщини, відомості, які виявив К.Квітка на Житомирщині згідно зі спеціальною програмою «Професіональні народні співці і музиканти в Україні» (1924). Цікаві деталі, які подав йому Іван Гуменюк з Житомирщини (із с. Бейзимівки), такі: Учень ніколи не переходив до іншого учителя, учитель не вчив свого учня співати всіх пісень, щоби той знав їх менше, ніж він сам, і доучувався в інших. Організація лірників називалася «братія», була таємною, зрячих не приймали. Таємно відбувався іспит учня — «визвілка» — і пригощання за рахунок не учня, а вчителя. Чужі лірники могли мандрувати по різних територіях, але не мали права брати учнів із терену праці означеного для себе певним братством.
Думи і кобзарське мистецтво, які досягли найвищого розквіту в козацьку епоху, і сьогодні становлять значний інтерес як для науковців, так і для шанувальників музичної і словесної традиційної культури. Намагання зберегти їх — чи то через аудіо записи з раритетних архівних матеріалів, чи то через писемні джерела, є цілком природним явищем. Козаччина, козацькі думи, кобзарське мистецтво — органічна частина національного менталітету. І в яких формах — духовних і мистецьких — вони б не проявлялися, цілком очевидно, що це свідчення нетлінної віри в ту історичну дійсність, яка, хоч і не повториться, але залишиться національною гордістю для майбутніх поколінь. Хоча сьогодні й немає вже того соціально-культурного середовища, яке плекало епічну традицію, проте діяльність поодиноких ентузіастів переконливо доводить потребу збереження української епічної традиції.

## Визвілка
«Визвілка» — обряд, після котрого кобзар мав право мати своїх власних учнів.